# Cab Forward
Il termine cab forward (o cabina in avanti in italiano) identifica il design di vari tipi i veicoli e locomotive che posizionano la cabina del guidatore o macchinista in posizione più avanzata rispetto all'uso comune.

## Mezzi ferroviari

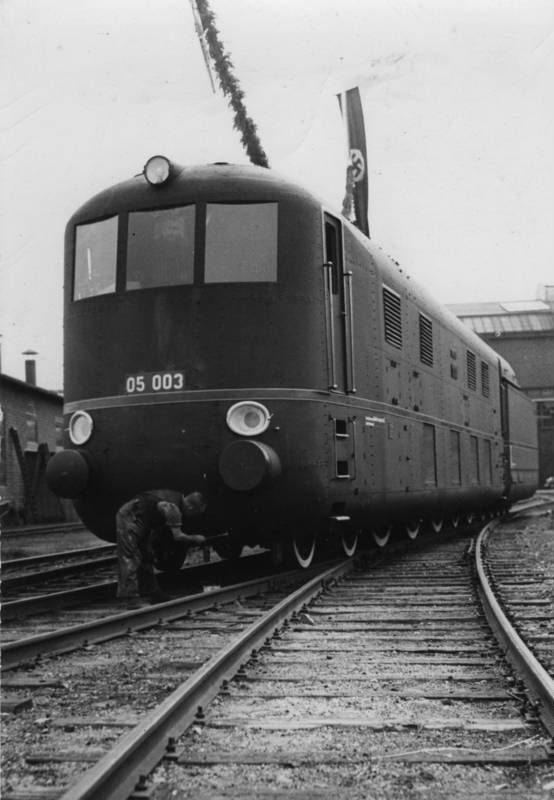
DRG Baureihe 05 #05 003 in 1937

Nel design della locomotiva a vapore, la posizione della cabina anteriore sarà tipicamente situata davanti alla caldaia nella parte anteriore del motore. Su una locomotiva a carbone, la cabina di guida si trova sulla pedana dietro al focolare in modo da essere accanto al tender. Su una locomotiva a nafta, la cabina di guida potrebbe essere (e normalmente si trova) nel punto più avanzato. Questo tipo di design è stato ampiamente, anche se non comunemente, utilizzato in tutta Europa nella prima metà del XX secolo, spesso in combinazione con un design del corpo chiuso e/o aerodinamico.
La visibilità è notevolmente migliorata dalla cabina e i fumi del camino non riempiono la cabina anteriore nei tunnel. Tuttavia, le prospettive dell'equipaggio in caso di collisione sono peggiori e se il macchinista ed il fuochistao si trovano in luoghi separati è difficile per loro comunicare, proprio come nelle automotrici.

## Veicoli stradali

### Automobili

Illustrazione dove emerge la differenza in termini di abitabilità fra l'architettura "Cab Forward" e una vettura tradizionale.

Nelle automobili, il Cab Forward identifica un tipo di architettura volto a migliorare il più possibile l'abitabilità interna, andando a intervenire sulla disposizione dei volumi della vettura. Il volume del cofano viene così sacrificato favorendo l'abitacolo, che viene letteralmente spostato in avanti verso il frontale della vettura andando a invadere il volume del vano motore. Per raggiungere questa soluzione il montante anteriore è diviso in due: una parte è ancorata in una posizione convenzionale, mentre l'altra invade il volume frontale. Il montante stesso è anche poco inclinato rispetto alle altre vetture, altra soluzione che favorisce l'abitabilità interna.
Il primo modello a larga diffusione ad avere questa configurazione è stata la Fiat 600 Multipla lanciata nel 1956.

### Veicoli commerciali

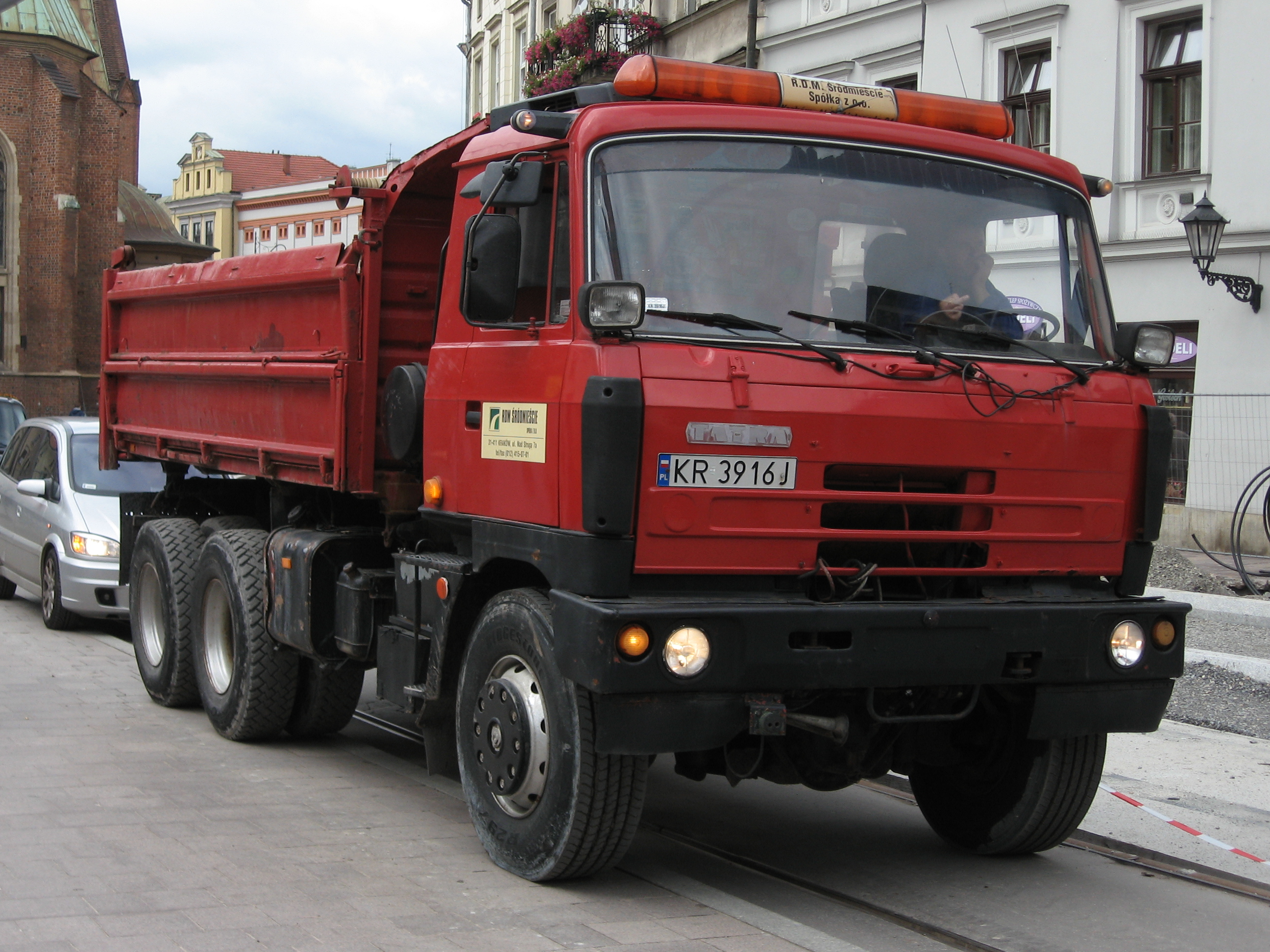
Tatra 815 versione con cabina ribassata, posizionata davanti al motore

Nel design dei veicoli commerciali, il termine cab forward, anche detto cab-over, COE (Cab Over Engine), o forward control, identifica una tipologia di veicoli quali camion, bus o van, che hanno un frontale verticale, con la cabina che si trova sopra l'asse delle ruote anteriori. Questa configurazione assicura veicoli più compatti. Per esempio, sulla Jeep Forward Control è stata la prima volta che il carico utile (o cassone) ha avuto una lunghezza da record di 1.880 mm (con il portellone sollevato) su un passo di 2.057 mm, nonché la prima volta che ha offerto un modello in cui un cassone 274 cm superava il passo di un camion.
La configurazione per veicoli commerciali cab forward è attualmente comune tra i produttori europei e giapponesi., a causa della legislazione rigida sulla lunghezza dei veicoli e questa configurazione permette di avere rimorchio o aree di carico più lunghe rispetto ad altri veicoli con il motore posizionato anteriormente. Inoltre questa configurazione assicura una migliore agilità e visibilità in aree urbanizzate nel caso i mezzi vengano usati per delivery cittadini. Grossi camion in questa configurazione sono anche spesso denominati cab over engine (COE) or cab over.